# Ребекка Ромейн
Ребе́кка А́лі Роме́йн (нід. Rebecca Romijn МФА: [/roʊˈmeɪn/, /roːˈmɛin/]; нар. 6 листопада 1972, Берклі, Каліфорнія) — американська акторка та супермодель. Відомі ролі: Містик у серії фільмів про людей Ікс («Люди Ікс», «Люди Ікс 2», «Люди Ікс: Остання битва», «Люди Ікс: Перший клас»), Джоан у фільмі «Каратель». У 2014—2018 грала Єве Бейрд — одну з головних героїнь телесеріалу «Бібліотекарі». Одна із перших янголів Victoria's Secret 1998 року.

## Біографія
За походженням Ромейн — нідерландка: її мати (Елізабет Кейзенг), і батько (Яп Ромейн) мають нідерландське коріння. Ребекка народилася в місті Берклі, штат Каліфорнія, і в дитинстві була дуже щасливою і веселою дитиною. У школі її всі називали «веселою гігантською блондинкою»: вже тоді вона мала зріст майже 180 сантиметрів.
У Каліфорнійському університеті Ромейн вивчала вокал; тоді й отримала першу пропозицію від модельного бізнесу. Заради цієї роботи Ромейн переїхала до Парижа на понад два роки. Серед безлічі фотосесій найвідомішими вважаються її світлини для американського видання «Sports Illustrated». Крім того, Ромейн була обличчям модного дому «Victoria's Secret». Вона також з'являлася на обкладинках найвідоміших журналів моди, включаючи Vogue, Harper's Bazaar та ELLE.

## Акторка
Першою роботою Ромейн на телебаченні в 1998 році була програма на MTV: «MTV's House of Style», а також кілька телевізійних серіалів (у тому числі в «Друзях»). Потім з'явилася в крихітній ролі бородатої жінки у фільмі «Брудна робота». Наступною короткою роллю було камео у фільмі «Остін Паверс: Шпигун, який мене звабив».
Однак у 2000 році до Ромейн приходить справжня культова слава, як мінімум серед фанів коміксів: вона з'являється в ролі мутантки Містік в екранізації Браяна Сінгера «Люди Ікс». У цій ролі Ромейн демонструвала неймовірну фізичну силу та привабливість і відразу зробила Містик — злісну напівжінку-напіврептилію — однією з найпопулярніших героїв комікс-екранізацій. Грати була вимушена, маючи на тілі тільки синю фарбу і кілька пластикових накладок. Ромейн виконала цю роль ще тричі: у вкрай успішному сіквелі «Люди Ікс 2» й у фільмах «Люди Ікс: Остання битва» (2006) та «Люди Ікс: Перший клас» (2011, камео).
Наступна її роль довела публіці драматичний талант Ромейн: режисер Браян Де Пальма запросив акторку на головну роль у свій фільм «Фатальна жінка». Гра Ромейн у цій подвійній ролі — Лора Еш / Лілі Воттс — у неймовірно запллутаному, еротичному і жорстокому детективі, була відзначена практично всіма критиками. Власне, завдяки тим же якостям фільм не мав успіху у прокаті, однак швидко набув статусу одного з найкращих серед фанатів режисера.
Серед інших ролей у Ромейн було кілька досить помітних проєктів, у тому числі «Інший», «Каратель», «Алібі». У 2006 році акторка знімалася для телебачення в серіалі «Pepper Dennis», де повною мірою демонструвала свої музичні, акторські та модельні таланти.
У 2014-2018 роках Ромейн грала Єву Бейрд — одну з головних героїнь у телесеріалі «Бібліотекарі».

## Особисте життя
В 1994 почала зустрічатися з актором Джоном Стеймосом, з яким познайомилася, працюючи моделлю на шоу «Victoria's Secret». Вони оголосили про заручини у Різдво 1997, у 1998 — одружилися, акторка взяла подвійне прізвище Ромейн-Стамос). У 2004 році вони розійшлись, а в березні 2005 року офіційно оформили розлучення.
У 2004 році почала зустрічатися з актором Джеррі О'Коннеллом. Познайомилась у 2004 році в Лас-Вегасі, коли знімала документальний фільм про співучі фонтани готелю і казино Беладжіо. Весільна церемонія відбулась 4 липня 2007 року в Лос-Анджелесі: на ній були присутні лише друзі та близькі.
У липні 2008 пара оголосила про вагітність двійнею. Акторка також розповіла, що вона і її чоловік не вдавалися до ЕКЗ. 28 грудня 2008 Ромейн народила доньок: Доллі Ребекку Роуз та Чарлі Тамару Тьюліп.

## Фільмографія
| Роки      | Назва                                       | Оригінальна назва                          | Роль                                       | Примітки                              |
| --------- | ------------------------------------------- | ------------------------------------------ | ------------------------------------------ | ------------------------------------- |
| 1988      |                                             | Please Don't Go Girl                       | дівчина                                    | відеокліп гурту New Kids on the Block |
| 1997      | Друзі                                       | Friends                                    | Шеріл                                      | серіал (1 епізод)                     |
| 1998      | «Брудна робота»                             | Dirty Work                                 | бородата жінка                             |                                       |
| 1999      | Остін Паверс: Шпигун, який мене звабив      | Austin Powers: The Spy Who Shagged Me      | камео                                      |                                       |
| 1999      |                                             | Hefner: Unauthorized                       | Кімберлі Гефнер, друга дружина Г'ю Гефнера | телефільм                             |
| 1999—2000 | Журнал мод                                  | Just Shoot Me!                             | Адріана Бейкер                             | серіал (8 епізодів)                   |
| 2000      | Джек і Джилл                                | Jack & Jill                                | Періс Еверетт                              | серіал (1 епізод)                     |
| 2000      | Люди Ікс                                    | X-Men                                      | Рейвен Даркголм (Містік)                   |                                       |
| 2002      | Біжи, Ронні, біжи                           | Run Ronnie Run                             | камео                                      |                                       |
| 2002      | Роллербол                                   | Rollerball                                 | Аврора                                     |                                       |
| 2002      | Фатальна жінка                              | Femme Fatale                               | Лора Еш / Лілі Воттс                       |                                       |
| 2002      | С1м0на                                      | S1m0ne                                     | Віра (Faith)                               | не вказана в титрах                   |
| 2003      | Люди Ікс 2                                  | X2                                         | Рейвен Даркголм (Містік) / Грейс           |                                       |
| 2003      |                                             | TRON 2.0                                   | Меркурі (голос)                            | комп'ютерна гра                       |
| 2004      | Каратель                                    | The Punisher                               | Джоан                                      |                                       |
| 2004      | Інший                                       | Godsend                                    | Джессі Данкан                              |                                       |
| 2004      |                                             | Tron 2.0: Killer App                       | Меркурі (голос)                            | комп'ютерна гра                       |
| 2006      | Алібі                                       | The Alibi                                  | Лола Девіс                                 |                                       |
| 2006      | Марнотратники життя                         | Man About Town                             | Ніна Джиаморо                              |                                       |
| 2006      | Люди Ікс: Остання битва                     | X-Men: The Last Stand                      | Рейвен Даркголм (Містік)                   |                                       |
| 2006      | Пеппер Денніс                               | Pepper Dennis                              | Пеппер Денніс                              | серіал (13 епізодів)                  |
| 2007      | Мультреаліті                                | Drawn Together                             | Шарлотта                                   |                                       |
| 2007      | Попутники                                   | Carpoolers                                 | Дженніфер                                  | серіал (1 епізод)                     |
| 2008      | Лейк-Сіті                                   | Lake City                                  | Дженніфер                                  |                                       |
| 2007—2008 | Погануля                                    | Ugly Betty                                 | Алексіс Мід                                | серіал (33 епізоди)                   |
| 2009—2010 | Іствік                                      | Eastwick                                   | Роксі Торколетті                           | серіал (13 епізодів)                  |
| 2010      |                                             | Worst Wedding DJ Ever                      |                                            | відео                                 |
| 2010      |                                             | The Con Artist                             | Белінда                                    |                                       |
| 2011      | Спеціальний агент Осо                       | Special Agent Oso                          | панна Гарсіа (голос)                       | мультфільм                            |
| 2011      | Шоу Клівленда                               | The Cleveland Show                         | випускниця (голос)                         | мультсеріал (1 епізод)                |
| 2011      | Люди Ікс: Перший клас                       | X-Men: First Class                         | доросла Містик                             |                                       |
| 2011      |                                             | Possessing Piper Rose                      | Джоанна Максвелл                           | телефільм                             |
| 2011      | Чак                                         | Chuck                                      | агентка ЦРУ Робін Каннінгс                 | серіал (1 епізод)                     |
| 2012      | Хороші вчинки                               | Good Deeds                                 | Гейді                                      |                                       |
| 2012      | Продюсери                                   | The Producers                              | Улла                                       | відеофільм                            |
| 2011—2012 |                                             | NTSF: SD: SUV                              | Джессі Ніколс                              | серіал (17 епізодів)                  |
| 2013      |                                             | King & Maxwell                             | Мішель Максвелл                            | серіал (10 епізодів)                  |
| 2013      |                                             | Burning Love                               | Кеті                                       | серіал (2 епізоди)                    |
| 2014      |                                             | Phantom Halo                               | панна Роуз                                 |                                       |
| 2014      |                                             | Haunted House Hunters                      |                                            | відео                                 |
| 2014      |                                             | The Pro                                    | Марго                                      | телефільм                             |
| 2015      | Суперстюард                                 | Larry Gaye: Renegade Male Flight Attendant | Саллі                                      |                                       |
| 2015      |                                             | Key and Peele                              | піратський капітан                         | серіал (1 епізод)                     |
| 2015      | Час пригод                                  | Adventure Time with Finn & Jake            | Імператриця (голос)                        | мультсеріал (2 епізоди)               |
| 2017      |                                             | Love Locks                                 | Ліндсі Вілсон                              | мультсеріал (2 епізоди)               |
| 2014—2018 | Бібліотекарі                                | The Librarians                             | Ів Берд                                    | серіал (42 епізоди)                   |
| 2018      | Картер                                      | Carter                                     | Кессіді Ленокс                             | серіал (1 епізод)                     |
| 2018      | Смерть Супермена                            | The Death of Superman                      | Лоїс Лейн (голос)                          | мультфільм                            |
| 2019      | Правління Супермена                         | Reign of the Supermen                      | Лоїс Лейн (голос)                          | мультфільм                            |
| 2019      | Сатанинська паніка                          | Satanic Panic                              | Даніка Росс                                |                                       |
| 2019      | Зоряний шлях: Дискавері                     | Star Trek: Discovery                       | Номер Один                                 | серіал (3 епізоди)                    |
| 2019      | Бетмен: Цить                                | Batman: Hush                               | Лоїс Лейн (голос)                          | мультфільм                            |
| 2019      | Загибель і повернення Супермена             | The Death and Return of Superman           | Лоїс Лейн (голос)                          | мультфільм                            |
| 2019      |                                             | Star Trek: Short Treks                     | Номер Один                                 | серіал (2 епізоди)                    |
| 2020      | Угамуй свій запал                           | Curb Your Enthusiasm                       | Пенелопа                                   | серіал (1 епізод)                     |
| 2020      | Догори дриґом                               | Flipped                                    | Тіффані Коннеллі                           | серіал (4 епізоди)                    |
| 2020      | Темна Ліга Справедливості: Війна Апоколіпса | Justice League Dark: Apokolips War         | Лоїс Лейн (голос)                          | мультфільм                            |
| 2021      | Хижаки                                      | Endangered Species                         | Лорен Гелсі                                |                                       |
| 2022      |                                             | Sleep No More                              | міс Росс                                   |                                       |
| 2022-2023 | Зоряний шлях: Дивні нові світи              | Star Trek: Strange New Worlds              | Уна Чін-Райлі / Номер Один                 | серіал (основний склад, 20 епізодів)  |